# Dylan Dog
Dylan Dog – włoska seria komiksowa stworzona przez Tiziano Sclaviego, ukazująca się od 1986 w formie miesięcznika nakładem wydawnictwa Sergio Bonelli Editore. Opowiada o londyńskim detektywie Dylanie Dogu, rozwiązującym zagadki kryminalne, w których zawsze pojawiają się nadprzyrodzone zjawiska lub postaci.   

## Publikacja
We Włoszech seria jest miesięcznikiem dystrybuowanym w kioskach prasowych i liczy ponad 465 tomów oraz dziesiątki wydań specjalnych. W Polsce Dylan Dog ukazuje się od 2001, najpierw nakładem wydawnictwa Egmont Polska (2001–2011), następnie wydawnictwa BUM Projekt (2015–2016) i obecnie wydawnictwa Tore (od 2020). Oprócz tego Egmont Polska wydał dwa krótsze komiksy o Dylanie Dogu w magazynie „Świat Komiksu” nr 3/2001 i 4/2001 oraz miniserię Batman/Dylan Dog, opublikowaną w oryginale wspólnie przez DC Comics i Sergio Bonelli Editore.

## Bohaterowie

### Dylan Dog
Dylan Dog określa siebie jako „detektywa mroku” lub "detektywa do spraw koszmarów": rozwiązuje zagadkowe sprawy w stylu tradycyjnego horroru z elementami surrealizmu. Wiele potworów, z którymi musi się zmierzyć, to ludzie. Miejscem wydarzeń serii jest często Londyn, gdzie Dylan mieszka. Czasami zdarza się, że aby rozwiązać zagadkę, musi wyjechać poza miasto. Ubranie jest jego znakiem rozpoznawczym: zawsze nosi czerwoną koszulę, czarną kurtkę i niebieskie dżinsy. Dylan kupił dwanaście takich samych zestawów ubrań po śmierci swojej żony, Lillie Connolly, za radą inspektora Blocha, który był jego przełożonym, gdy Dylan pracował w Scotland Yardzie, i którego traktuje jak ojca (czasami nazywa go „staruszkiem”). Ich więź utrzymuje się nawet po tym, jak Dylan odszedł z pracy, aby zostać prywatnym detektywem zajmującym się sprawami paranormalnymi. Bloch jest jedną z głównych postaci, które pomagają Dylanowi w jego dochodzeniach, razem z jego asystentem (a raczej komikiem) Grouchem.
Dylan mieszka z Grouchem przy Craven Road 7 w Londynie, w mieszkaniu, w którym panuje wieczny nieład. Jego hobby to granie na klarnecie i budowanie modeli okrętów. Ma też wiele fobii, takich jak klaustrofobia, boi się także nietoperzy i wysokości. Kiedyś niepijącym alkoholikiem i wegetarianinem, a także romantykiem, który zakochuje się cały czas w nowych kobietach. Prawdopodobnie ma kompleks Edypa, gdy z wiele kobiet, z którymi się spotyka, przypomina mu matkę, Morganę. Różni się on też diametralnie od swojego ojca, Xabarasa (przestawiając litery otrzymamy Abraxas).

### Groucho
Groucho jest odwzorowaniem Groucho Marxa. Obecnie mieszka i pracuje z Dylanem i jest jego „osobistym asystentem, przyjacielem i męczyduszą”. Uwielbia żarty słowne i kobiety, ale niestety nie ma do nich szczęścia, w przeciwieństwie do Dylana. Groucho jest głupkowaty, ale jego charakter często pomaga Dylanowi. Często także przypomina swojego szefa, głównie kiedy mają mało pieniędzy (prawie zawsze), oraz zawsze ma za sobą rewolwer, ale nigdy go nie używa, tylko w ostatnim momencie rzuca go Dylanowi, który robi z niego użytek. W każdej scenie ze swoim udziałem Groucho opowiada kilka żenujących, drętwych dowcipów, które denerwują Dylana i jego klientów.

### Inspektor Bloch
Inspektor Bloch był przełożonym Dylana, kiedy ten pracował w Scotland Yardzie. Bloch i Dylan często pomagają sobie nawzajem w sprawach służbowych. Bloch jest bardziej racjonalny i przyziemny niż Dylan i często stara się obalić paranormalne teorie Dylana. Jest starszym, ale kompetentnym oficerem, który marzy o emeryturze. Mimo że Dylan przysparza mu wystarczająco dużo problemów, jego podwładny Jenkins dolewa oliwy do ognia. Wygląd inspektora był wzorowany na angielskim aktorze Robercie Morley

## Tomy wydane po polsku
Numeracja według kolejności wydania w Polsce (w nawiasach oryginalna numeracja w wydaniu włoskim).
| Tom          | Wydanie polskie                  | Wydani oryginalne                | Scenariusz                       | Rysunki                               |
| 1 (81)       | Johny Freak (2001)               | Johnny Freak (1993)              | Mauro Marcheselli Tiziano Sclavi | Andrea Venturi                        |
| 2 (1)        | Świt żywych trupów (2001)        | L’alba dei morti vivendi (1986)  | Tiziano Sclavi                   | Angelo Stano                          |
| 3 (8)        | Powrót potwora (2002)            | Il ritorno del mostro (1987)     | Tiziano Sclavi                   | Luigi Piccatto                        |
| 4 (3)        | Gdy nadchodzi pełnia (2002)      | Le notti della luna piena (1986) | Tiziano Sclavi                   | Giuseppe Montanari Ernesto Grassani   |
| 5 (18)       | Cagliostro! (2002)               | Cagliostro! (1988)               | Tiziano Sclavi                   | Luigi Piccatto                        |
| 6 (120)      | Głębia (2002)                    | Abyss (1996)                     | Magda Balsamo Tiziano Sclavi     | Giampiero Casertano                   |
| 7 (61)       | Koszmar z nieskończoności (2003) | Terrore dall’infinito (1991)     | Tiziano Sclavi                   | Bruno Brindisi                        |
| 8 (66)       | Partia ze śmiercią (2003)        | Partita con la morte (1992)      | Claudio Chiaverotti              | Corrado Roi                           |
| 9 (127)      | Serce Johnny’ego (2003)          | Il cuore di Johnny (1997)        | Tiziano Sclavi Mauro Marcheselli | Giampiero Casertano                   |
| 10 (19)      | Pamiętnik niewidzialnego (2004)  | Memorie dall’invisibile (1988)   | Tiziano Sclavi                   | Giampiero Casertano                   |
| 11 (26)      | Po północy (2004)                | Dopo la mezzanotte (1988)        | Tiziano Sclavi                   | Giampiero Casertano                   |
| 12 (16)      | Zamek grozy (2010)               | Il castello della paura (1988)   | Tiziano Sclavi                   | Giuseppe Montanari Ernesto Grassani   |
| 13 (17)      | Dama w czerni (2010)             | La dama in nero (1988)           | Tiziano Sclavi                   | Giuseppe Montanari Ernesto Grassani   |
| 14 (25)      | Morgana (2011)                   | Morgana (1988)                   | Tiziano Sclavi                   | Angelo Stano                          |
| 15 (43)      | Opowieść o nikim (2011)          | Storia di nessuno (1990)         | Tiziano Sclavi                   | Angelo Stano                          |
| 16 (41)      | Golkonda! (2015)                 | Golconda! (1990)                 | Tiziano Sclavi                   | Luigi Piccato                         |
| 17 (117)     | Piąta pora roku (2015)           | La quinta staggione (1996)       | Tiziano Sclavi                   | Luigi Piccato                         |
| 18 (64)      | Miasteczko Ramblyn (2016)        | I segreti di Ramblyn (1992)      | Tiziano Sclavi                   | Giuseppe Montanari Ernesto Grassani   |
| 19 (65)      | Bestia z jaskini (2016)          | La belva delle caverne (1992)    | Tiziano Sclavi                   | Giuseppe Montanari Ernesto Grassani   |
| 20 (2)       | Kuba rozpruwacz (2016)           | Jack lo Squartatore (1986)       | Tiziano Sclavi                   | Gustavo Trigo                         |
| 21 (356)     | Ludzka maszyna (2016)            | La macchina umana (2016)         | Alessandro Bilotta               | Fabrizio de Tommaso                   |
| 22 (280)     | Mater Morbi (2020)               | Mater Morbi (2009)               | Roberto Recchioni                | Massimo Carnavale                     |
| 23 (7)       | Strefa mroku (2021)              | La zona del crepusculo (1987)    | Tiziano Sclavi                   | Giuseppe Montanari Ernesto Grassani   |
| 24 (-)       | Czarne jezioro (2021)            | Il lago nero (2016)              | Rita Porretto Silvia Mericone    | Valerio Piccioni Maurizio Di Vincenzo |
| 25 (9)       | Alfa&Omega (2021)                | Alfa e Omega (1987)              | Tiziano Sclavi                   | Corrado Roi                           |
| 26 (361)     | Mater Dolorosa (2021)            | Mater Dolorosa (2016)            | Roberto Recchioni                | Gigi Cavenago                         |
| 27 (10)      | Po drugiej stronie lustra (2022) | Attraverso lo specolo (1987)     | Tiziano Sclavi                   | Giampiero Casertano                   |
| 28 (74)      | Długie pożegnanie (2022)         | Il lungo addio (1992)            | Tiziano Sclavi Mauro Marcheselli | Carlo Ambrosini                       |
| 29 (4)       | Duch Anny Never (2023)           | Il fantasma di Anna Never (1987) | Tiziano Sclavi                   | Corrado Rai                           |
| 30 (418 bis) | Qwertyngton (2023)               | Qwertyngton (2021)               | Luca Vanzella                    | Luca Genovese                         |
| 31 (100)     | Historia Dylana Doga (2024)      | La storia di Dylan Dog (1995)    | Tiziano Sclavi                   | Angelo Stano                          |
| 32 (5)       | Zabójcy (2024)                   | Gli uccisori (1987)              | Tiziano Sclavi                   | Luca Dell'Uomo                        |
| 33 (401)     | Mroczny świt (2024)              | L'alba nera (2020)               | Roberto Recchioni                | Corrado Roi                           |
| 34 (6)       | Demoniczne piękno (2024)         | La bellezza del demonio (1987)   | Tiziano Sclavi                   | Gustavo Trigo                         |
| 35 (402)     | Krwawy zmierzch (2025)           | Il tramonto rosso (2020)         | Roberto Recchioni                | Corrado Roi                           |
| 36 (458 bis) | Posłaniec ciemności (2025)       | L'oscuro messagero (2024)        | Mauro Aragoni, Pasquale Ruju     | Antonio Marinetti                     |

### MiniseriaBatman/Dylan Dog
| Tom | Wydanie polskie        | Wydanie oryginalne           | Zawartość                    | Scenariusz        | Rysunki                            |
| --- | ---------------------- | ---------------------------- | ---------------------------- | ----------------- | ---------------------------------- |
| 1   | Cień nietoperza (2024) | The Shadow of the Bat (2024) | Batman/Dylan Dog zeszyty 0–3 | Roberto Recchioni | Gigi Cavenago i Werther Dell'Edera |

## Odbiór
Włoski pisarz Umberto Eco powiedział: „Mogę całymi dniami czytać Biblię, Homera i Dylana Doga”.